# Друштва капитала
Друштва капитала је израз који се у привредном, односно трговачком праву користи за следећа привредна друштва:
- Акционарско друштво,
- Друштво са ограниченом одговорношћу.

Друштва капитала су предузеће у којима исчезавају карактеристике друштва лица и која одликује доминација интереса капитала, где не постоји одговорност члана друштва за обавезе друштва према трећим лицима, већ само обавезе сношења ризика пословања до износа уложеног капитала.